# Hipsometria

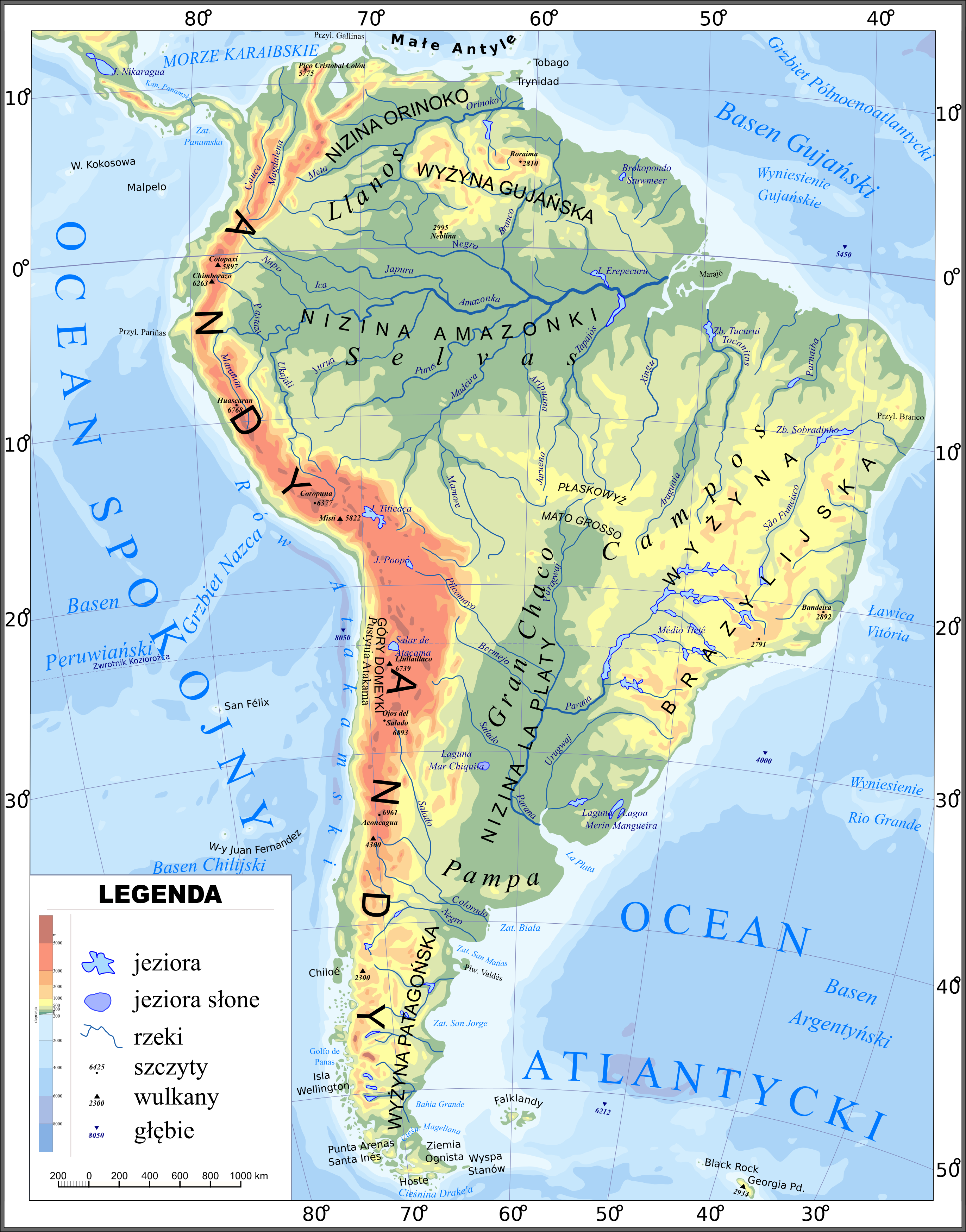
Mapa hipsometryczna Ameryki Południowej

Hipsometria – dział geodezji zajmujący się pomiarami wysokości terenu ponad pewien ustalony poziom (najczęściej morza) i przedstawianiem wyników w postaci map, wykresów, profilów lub modeli. 

Krzywa hipsograficzna

Jedną z najbardziej znanych metod analitycznych w hipsometrii jest krzywa hipsograficzna, stanowiąca wykres funkcyjny, na którego jednej osi (pionowej) zaznaczona jest skala wysokości bezwzględnych, a drugiej (osi poziomej) skala pól, jakie zajmują powierzchnie o określonych wysokościach.
Do wykreślenia przekroju hipsometrycznego używa się mapy wysokościowej (topograficznej), na którą nanosi się odcinek, po linii którego rysowany będzie przekrój. Rzeźba terenu na mapie topograficznej przedstawiona jest za pomocą poziomic (izohips), czyli linii łączących punkty o tej samej wysokości, liczonej od poziomu morza. Następnie do narysowanego odcinka przykłada się pasek papieru i na nim zaznacza punkty przecięcia się poziomic z zaznaczonym odcinkiem. Do każdego punktu należy podać jego wysokość, którą odczytuje się z poziomic. 